# Hamarové
Hamarové (také Hamer, Amar, Amer) tvoří africký národ, etnickou skupinu žijící v jihozápadní Etiopii na území Státu jižních národů, národností a lidu, zahrnujícím úrodnou část povodí řeky Omo. Hlavními sídly jsou obce Turmi a Dimeka, kde se pořádají trhy. Místním jazykem je hamarština, patřící k omotským jazykům z afroasijské rodiny.
Život Hamařanů zachytil dokumentární film Rivers of Sand antropologa Roberta Gardnera z roku 1973.

## Mytologie a rituály
Posvátnou roli hamarského národa plní hora Buske u řeky Keske. Podle mýtů zde rozdělal hrdinský Bankimoro oheň, k němuž přišli lidé. Ty pak obdaroval pozemky, sjednotil jejich jazyky a obyčeje, čímž založil kmen Hamarů. Vytyčil hranice celého areálu, které obešlo posvátné zvíře a  novou zemi nazval wakealpenon – zemí žlutého býka. Společenství následně začalo dodržovat jím stanovené rituály, na něž dohlíží kmenoví stařešinové zersis.
Obřadem pojmenovaným „mingi“ se z člena komunity, obvykle dítěte, stává nedokonalý a nečistý jedinec, jenž je ze společenství vyobcován, utopen nebo opuštěn v džungli. Mezi důvody pro vyvolání mingi patří narození mimo manželský svazek, či začátek růstu mléčného chrupu z horní namísto z dolní čelisti. Rituál „evangadi“ spočívá v nespoutaném nočním tanci mužů a žen, adorujícím přirozenost, harmonii a mladý věk. Dvoudílný iniciační rituál, po němž se chlapec stává plnohodnotným mužem a členem hamarského společenství s právem svatby, se nazývá „bullah“. Před ním probíhají obřady včetně tzv. „ukule“, přeskakování kastrovaných býků. Běžné jsou polygamní svazky.

## Demografie
Podle etiopského sčítání lidu z roku 2007 tvořilo hamarské etnikum 46 532 obyvatel, z nichž deset tisíc bydlela ve městech. Drtivá většina (99,13 %) žila na území administrativní jednotky, Státu jižních národů, národností a lidu.
V rámci etiopského sčítání lidu z roku 1994 bylo mluvčími hamarštiny 2 838 obyvatel a 42 448 osob se přihlásilo k hamarskému etniku, což znamenalo přibližně 0,1 % z 53milionové etiopské populace.

## Galerie

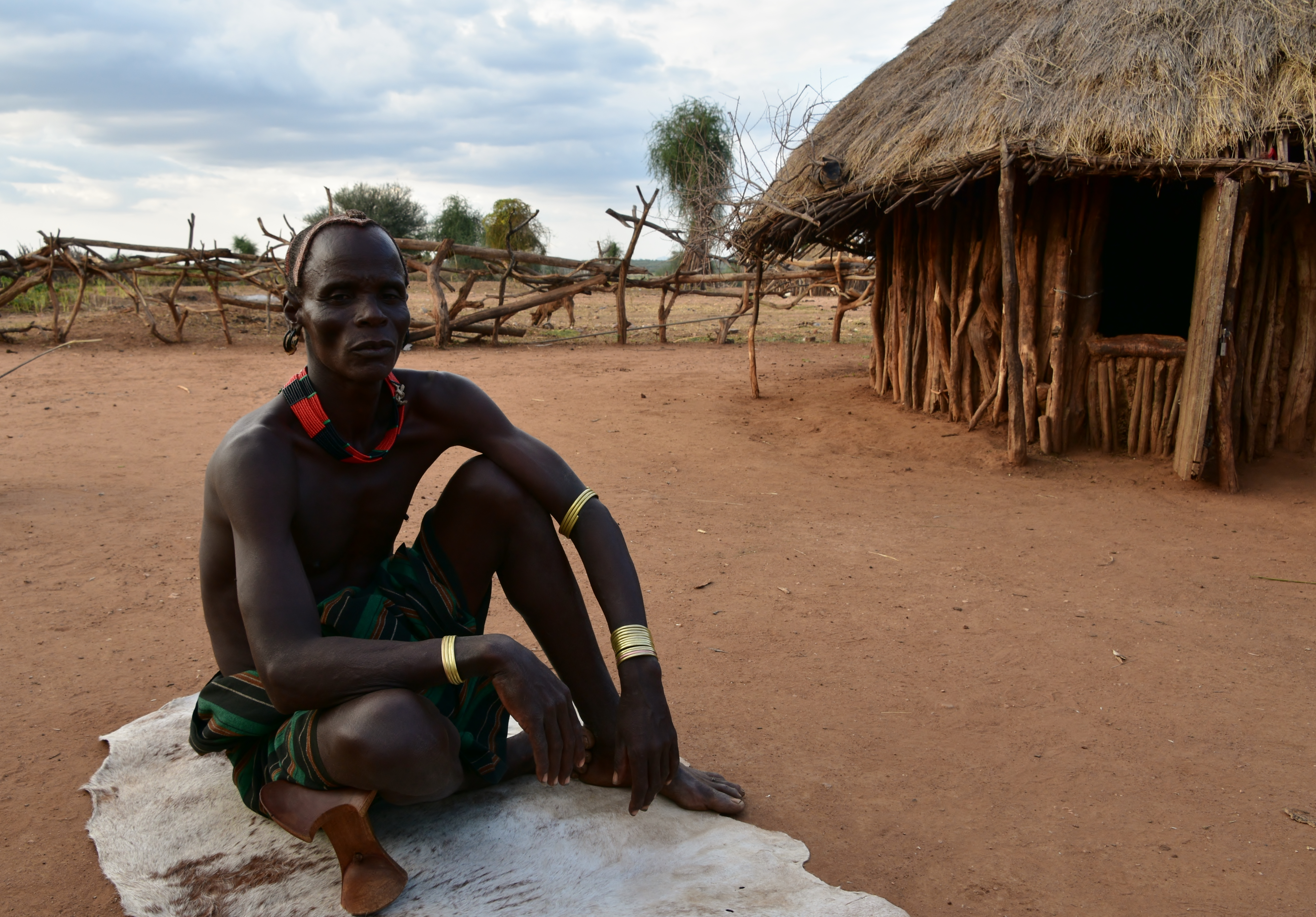
Hamařan
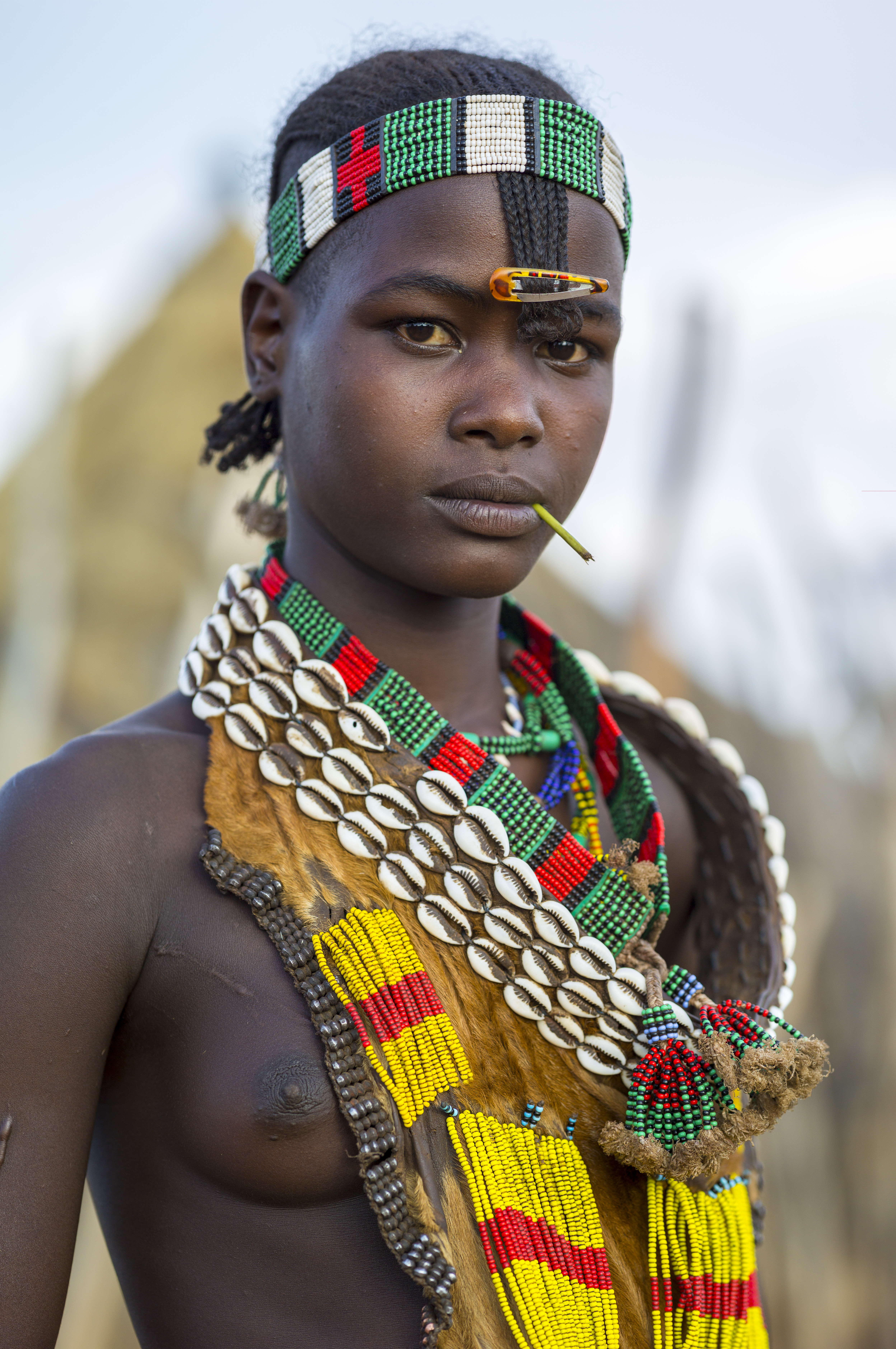
Hamařanka, 2015
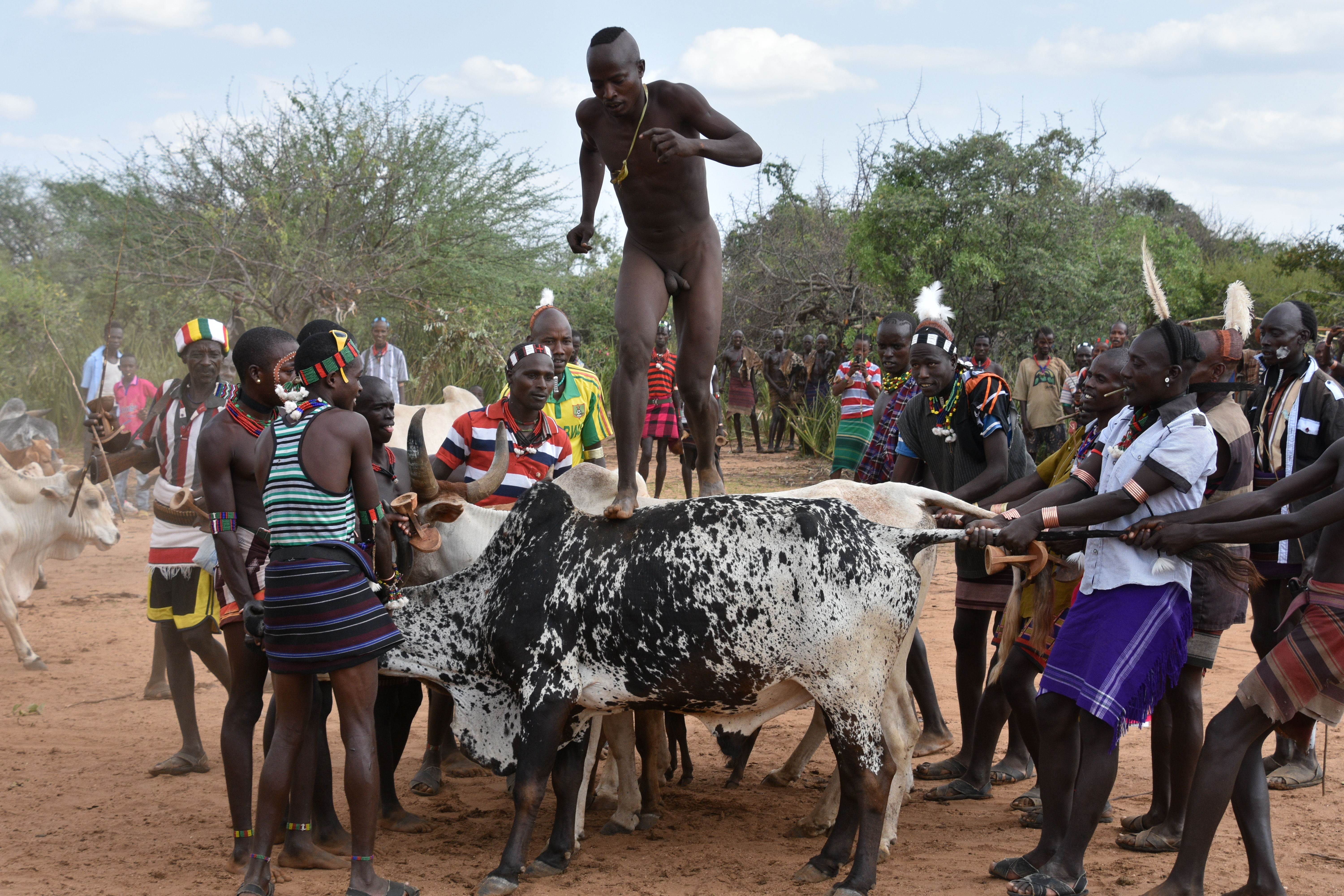
Rituál přeskakování býků (ukule)